# Beta tromboglobulina plasmatica
La beta tromboglobulina plasmatica è, come il fattore piastrinico 4 (PF4), una proteina di origine piastrinica dotata di attività anti-eparinica ed anti-prostaciclinica perciò dotata di attività trombogenica.

## Significato clinico
Per tale motivo il suo aumento è messo in relazione ad una tendenza delle piastrine ad aggregarsi (aggregazione piastrinica).
Questi due test allo stato attuale è stato dimostrato che sono indicatori aspecifici della iperaggregazione piastrinica in senso trombofilico, in seguito alla introduzione di nuovi marcatori coagulativi quali:
1. Antitrombina III
2. Proteina C
3. Proteina S
4. Dosaggio Omocisteina
5. Fattore V di Leiden